# Васильєвка (Хабарський район)
Васи́льєвка (рос. Васильевка) — селище у складі Хабарського району Алтайського краю, Росія. Входить до складу Плесо-Кур'їнської сільської ради.

## Населення
Населення — 220 осіб (2010; 290 у 2002).
Національний склад (станом на 2002 рік):
- росіяни — 100 %